# Sarah-Jane Perry
Sarah-Jane Perry (* 15. Mai 1990 in Birmingham) ist eine ehemalige englische Squashspielerin.

## Karriere
Sarah-Jane Perry begann nach Abschluss ihres Studiums ihre Karriere im Jahr 2011 und gewann elf Titel auf der PSA World Tour. Sie graduierte an der University of Warwick mit einem Bachelor of Engineering. Ihre beste Platzierung in der Weltrangliste erreichte sie mit Rang fünf im Juli 2020. Perry wurde Europameister der U19-Juniorinnen und gewann mit der englischen Nationalmannschaft die Europameisterschaften 2013, 2014, 2015, 2016, 2017, 2018 und 2022. Bei der Squash-Weltmeisterschaft 2012 schied sie nach erfolgreicher Qualifikation in der ersten Runde gegen Jenny Duncalf aus, war 2013 aber bereits als gesetzte Spielerin direkt für das Hauptfeld qualifiziert. 2014 wurde sie mit der englischen Mannschaft Weltmeisterin, 2016 und 2018 jeweils Vizeweltmeisterin. 2015, 2020 und 2021 wurde sie britische Landesmeisterin. Bei den Commonwealth Games 2018 erreichte sie im Einzel das Finale, in dem sie Joelle King unterlag und somit Silber gewann. Im Doppel verpasste sie mit Laura Massaro nach Niederlagen im Halbfinale und im Spiel um Bronze eine Medaille knapp. Mit Alison Waters wurde Perry im April 2022 Vizeweltmeisterin im Doppel. Im August 2022 sicherte sie sich bei den Commonwealth Games in Birmingham im Einzel die Bronze- und im Doppel mit Alison Waters die Silbermedaille. 2025 sicherte sie sich mit der Nationalmannschaft zum achten Mal den Titelgewinn bei den Europameisterschaften.
Nach ihrem Ausscheiden bei den GillenMarkets British Open 2025 im Achtelfinale gegen Nour El Sherbini beendete Perry ihre Karriere.

## Erfolge
- Weltmeisterin mit der Mannschaft: 2014
- Vizeweltmeisterin im Doppel: 2022 (mit Alison Waters)
- Europameisterin mit der Mannschaft: 8 Titel (2013, 2014, 2015, 2016, 2017, 2018, 2022, 2025)
- Gewonnene PSA-Titel: 11
- Commonwealth Games: 2 × Silber (Einzel 2018, Doppel 2022), 1 × Bronze (Einzel 2022)
- Britische Meisterin: 3 Titel (2015, 2020, 2021)